# Eva-Maria Holzleitner

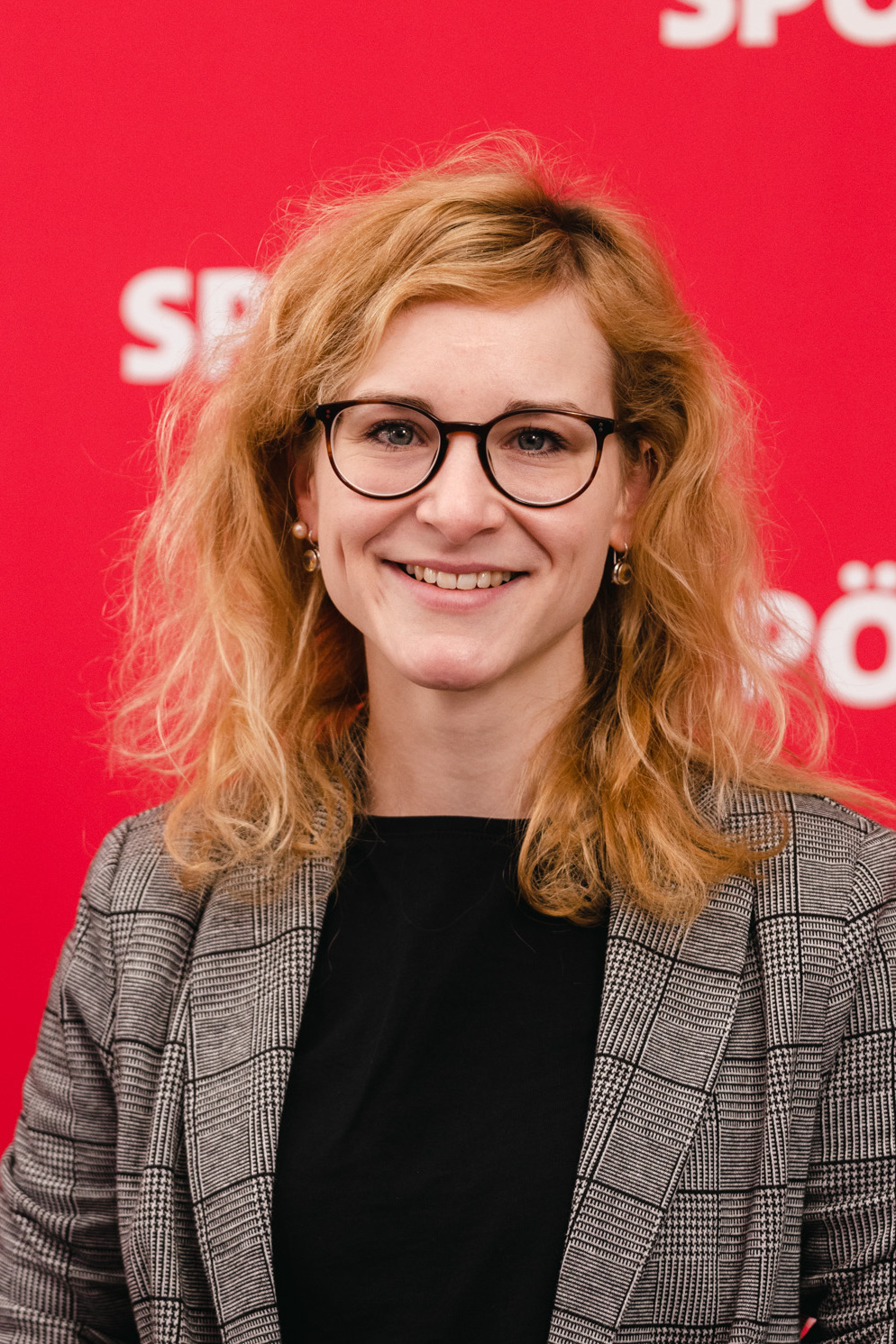
Eva-Maria Holzleitner (2023)

Eva-Maria Holzleitner (* 5. Mai 1993 in Wels) ist eine österreichische Politikerin der Sozialdemokratischen Partei Österreichs (SPÖ) und seit 3. März 2025 Bundesministerin für Frauen, Wissenschaft und Forschung in der Bundesregierung Stocker. Seit Juni 2021 ist sie Bundesvorsitzende der SPÖ Frauen und  stellvertretende SPÖ-Bundesparteivorsitzende. Vom 9. November 2017 bis zum 6. März 2025 war sie Abgeordnete zum Nationalrat.

## Leben

### Ausbildung und Beruf
Eva-Maria Holzleitner besuchte ab 2003 das Brucknergymnasium in Wels, wo sie im Schuljahr 2009/2010 als stellvertretende Schulsprecherin fungierte und 2011 maturierte. Anschließend begann sie ein Studium der Sozialwirtschaft an der Johannes Kepler Universität Linz (JKU). 2016 erwarb sie den Grad Bachelor of Science und begann ein Masterstudium. Neben dem Studium war sie bis Februar 2016 an der JKU Studienassistentin, ab September 2015 arbeitete sie an der Fachhochschule Hagenberg als Assistentin in der Forschungsgruppe HEAL (Heuristic and Evolutionary Algorithms Laboratory).

### Politik
Während ihrer Schulzeit wurde Holzleitner Mitglied der SPÖ-nahen Aktion kritischer Schüler_innen (AKS), seit 2012 ist sie Mitglied der SPÖ. In Wels ist sie Mitglied im Stadtparteivorstand der SPÖ. Von 2016 bis Oktober 2021 war sie Landesvorsitzende der Jungen Generation (JG) der SPÖ Oberösterreich. Bei der Nationalratswahl 2017 kandidierte sie nach Alois Stöger auf der SPÖ-Landesliste auf dem zweiten Listenplatz. Am 9. November 2017 wurde sie als Abgeordnete zum österreichischen Nationalrat angelobt. Bei der Nationalratswahl 2019 kandidiert sie erneut hinter Alois Stöger auf dem zweiten Listenplatz im Landeswahlkreis Oberösterreich.
Im SPÖ-Parlamentsklub fungiert sie in der 26. und 27. Gesetzgebungsperiode als Bereichssprecherin für die Bereiche Kinder und Jugend. Neben Kai Jan Krainer und Christoph Matznetter wurde sie Mitglied der SPÖ-Delegation des im Jänner 2020 eingesetzten Untersuchungsausschusses zur mutmaßlichen Käuflichkeit der türkis-blauen Bundesregierung (Ibiza-Untersuchungsausschuss).
Von Gabriele Heinisch-Hosek wurde sie im März 2021 als ihre Nachfolgerin als Bundesfrauenvorsitzende der SPÖ Frauen vorgeschlagen. Bei der Wahl am 25. Juni 2021 erhielt Holzleitner 45,53 Prozent der Delegiertenstimmen (168 der 369 abgegebenen Stimmen) der SPÖ-Bundesfrauenkonferenz, gefolgt von Mireille Ngosso mit 30,35 Prozent. In der Stichwahl mit 355 abgegebenen Stimmen setzte sich Holzleitner mit 196 Stimmen (55,21 Prozent) durch.
Am SPÖ-Bundesparteitag am 26. Juni 2021 wurde Holzleitner mit 97,3 Prozent der Stimmen zu einer der sechs Stellvertreter der Bundesparteivorsitzenden Pamela Rendi-Wagner gewählt. Bei einer Rede im Nationalrat am 12. Oktober 2021 erlitt Holzleitner einen Schwächeanfall und brach ohnmächtig zusammen. Nach medizinischer Betreuung kam sie nach kurzer Zeit wieder zu sich und wurde aus dem Plenarsaal begleitet.
Unter dem Bundesparteivorsitzenden Andreas Babler wurde sie im Juni 2023 Stellvertreterin des geschäftsführenden Klubobmannes Philip Kucher. Mitte 2023 folgte ihr Maximilian Köllner als Jugendsprecher nach. Im November 2023 wurde sie auf der SPÖ-Bundesfrauenkonferenz mit 97 Prozent der Stimmen als SPÖ-Frauenvorsitzende bestätigt. Für die Nationalratswahl 2024 wurde sie Spitzenkandidatin der SPÖ Oberösterreich.
Am 3. März 2025 wurde Holzleitner in der Hofburg durch den Bundespräsidenten Alexander Van der Bellen als Bundesministerin für Frauen, Wissenschaft und Forschung in der Bundesregierung Stocker angelobt. Ihr Nationalratsmandat ging an Elisabeth Feichtinger.